# Tiziano Marcheselli
Tiziano Marcheselli (Parma, 6 agosto 1939 – Parma, 27 ottobre 2011) è stato un giornalista, scrittore e pittore italiano.

## Biografia
È stato giornalista professionista dal 1º gennaio 1966.
La sua prima esperienza giornalistica avvenne nel 1960 con L'Avvenire d'Italia a Parma. L'anno successivo, quando Maurizio Chierici venne chiamato a Milano al Corriere della Sera, lo sostituì alla Gazzetta di Parma, iniziando una collaborazione che è continuata fino all'epoca della morte avvenuta nel 2011. Si è laureato in giornalismo a Roma nel 1967, presso il Ministero di Grazia e Giustizia. È stato critico d'arte della Gazzetta di Parma, dal 1978 ne è stato il redattore della rubrica settimanale dell'arte del martedì.
Come scrittore ha pubblicato 46 libri. Fra i lavori di maggior impegno la grande opera in tre volumi Strade di Parma, lavoro fondamentale per conoscere i personaggi che hanno dato il nome alle vie e alle piazze di Parma, corredato di molte immagini e note storiche. Tra gli altri titoli: Cento pittori a Parma, Fantasmi e leggende dei castelli parmensi, Gente di Parma (due volumi con illustrazioni proprie), La storia della Tep, San Francesco del Prato, un tesoro da salvare, Il nostro amico Sicuri, Ciao Pampurio, Un anno a Parma (sei volumi dal 1986 al 1991 con le foto di Giovanni Ferraguti), Padre Lino e il suo tempo, I trent'anni del Circolo di Mariano, Bruno Calzolari, Giovanni Voltini, Verdi, il monumento ritrovato (con Proferio Grossi, Gian Paolo Minardi e Marzio Pieri), Dizionario dei parmigiani (con Fabrizio Marcheselli), Il testamento di Sicuri, Parma di una volta, una splendida e completa raccolta di foto d'epoca di Parma (2 volumi per complessive oltre mille pagine, edito nel 2006).
Come pittore, dal 1964, oltre ad aver organizzato un centinaio di rassegne artistiche a Parma e provincia, ha tenuto una trentina di mostre personali in varie città italiane, è stato invitato a numerosi concorsi (dal Premio Suzzara a «Scrittori-pittori» ad Aci Trezza, con Buzzati, Gatto, Zavattini; da «Riccione-Arte» alla «Biennale» di La Spezia), vincendo una cinquantina di premi.
Ha realizzato affreschi nelle strade di Calestano, una Via Crucis nella chiesa dello Spirito Santo di Parma, una Deposizione per la chiesa di San Giovanni Evangelista di Parma, un Ritratto di Giovanni Paolo I per il Vescovado di Parma, un grande dipinto tratto dal Correggio per l'Abbazia di San Giovanni Evangelista (Parma). Ha disegnato le «Carte da gioco parmigiane» e il «Gioco dell'oca parmigiano», calendari, copertine di libri e numerose illustrazioni per libri e per il quotidiano Gazzetta di Parma.
Ha scritto migliaia di articoli di argomento storico, artistico e folcloristico locale per la Gazzetta di Parma e presentato in catalogo quasi tutti i maggiori artisti parmigiani contemporanei. Ha fondato l'Associazione benefica «Amici di Padre Lino» e l'«Associazione Parmense Artisti» (della quale è stato segretario dal 1980).
Tra le sue mostre, da segnalare due personali alla Consigli Arte di Parma (1986 e 1995), la personale «Giovanni dalle Bande Nere» nella Rocca dei Rossi di San Secondo Parmense (1998), la personale su «Barriera Vittorio Emanuele» (con scritti di Alberto Bevilacqua, Mario Gandini, Gene Gnocchi, Davide Barilli, Guido Conti e altri) alla Galleria antiquaria «Lo Scrigno» (2002), «Museum» alle Fiere di Parma (artista invitato, 2002 e 2003), «Ritratti dei 25 presidenti del Rotary Parma Est» al Circolo di Lettura di Parma (2003), «La storia di Parma» (con testi e illustrazioni propri) al Museo Glauco Lombardi di Parma (aprile 2004) e quindi nella Rocca di San Secondo Parmense (ottobre 2004). Sua una sala sul tema del «Mito» nella Rocca Sanvitale di Sala Baganza (maggio-giugno 2004).
In un'intervista del 2008 ha dichiarato di sentirsi prima pittore e poi giornalista. Nella stessa intervista racconta un curioso episodio accaduto poco dopo la sua nascita, che egli considera "un segno del destino" (un suo zio era stato incaricato di depositare il suo nome all'anagrafe, a due passi dalla sua casa natale in borgo Rodolfo Tanzi):
«Per me avevano scelto il nome Fabrizio. Quando tornò gli chiesero: tutto a posto? L'hai denunciato come Fabrizio, vero? "No", rispose zio Giovedì, che era un pittore dilettante. L'ho chiamato Tiziano, diventerà pittore. E così son cresciuto con questa idea: che sarei diventato pittore. Fin da piccolo mi divertivo molto a disegnare. Ma a otto anni scoprii anche il "giornalismo". Facevo un giornalino, tutto scritto a mano, che avevo chiamato "Il pizzico di sale", pieno di articolini, disegnini, caricature della maestra.»